# Josefa Pernstich
Josefa Pernstich (* 1886 als Josefa Bretz in Saargemünd, Reichsland Elsaß-Lothringen; † 1940 in Gangkofen, Landkreis Eggenfelden) war eine deutsche Malerin.

## Leben
Pernstich studierte an den Kunstakademien von Düsseldorf, Weimar, Dresden und München. In Düsseldorf war sie Schülerin von Willy Spatz. Sie stellte im Glaspalast München aus, ferner war sie auf Ausstellungen in Düsseldorf, Hannover und Leipzig vertreten.
Pernstich schuf Porträts, Genrebilder, Innenansichten und Landschaftsgemälde.